# Морейландия
Морейландия (порт. Moreilândia) — муниципалитет в Бразилии, входит в штат Пернамбуку. Составная часть мезорегиона Сертан штата Пернамбуку. Входит в экономико-статистический микрорегион Арарипина. Население составляет 10 424 человека на 2007 год. Занимает площадь 638 км². Плотность населения — 16 чел./км².
Праздник города — 19 мая. 

## История
Город основан в 1957 году.

## Статистика
- Валовой внутренний продукт на 2005 год составляет 27 513 тысяч реалов (данные: Бразильский институт географии и статистики).
- Валовой внутренний продукт на душу населения на 2005 год составляет 2586 реалов (данные: Бразильский институт географии и статистики).
- Индекс развития человеческого потенциала на 2000 год составляет 0,616 (данные: Программа развития ООН).

## География
В соответствии с классификацией Кёппена, климат относится к категории BShW.